# Джон, Навин
Навин Джон (англ. Naveen John, род. 7 апреля 1986, Сальмия, Хавалли) — индийский шоссейный велогонщик.

## Карьера
Навин Джон открыл для себя велоспорт в 2008 году во время студенческой поездки в горы Арканзаса.. В то время ему было 22 года, и он учился на втором курсе университета Пердью в США. Джон вырос в Кувейте, до тех пор никогда не занимался спортом и весил около 100 кг. В течение этого периода он проезжает от 15000 до 25000 километров в год на тренировках и в университетских гонках и быстро сбрасывает свой вес. В 2010 году занял третье место на Тур де Ольмстед в своей категории. В 2012 году получил степень бакалавра электротехники. По возвращении в Индию он решил серьезно заняться тренировками и соревнованиями. На своём дебютном чемпионате Индии занял четвертое место.
В 2014 году он стал чемпионом Индии в индивидуальной гонке опередив Арвинда Панвара. В следующем году он присоединился к британской команде Kingsnorth International Wheelers. В её составе он получил возможность участвовать в некоторых бельгийских гонках. 
В 2016 году заключив контракт с австралийской континентальной командой State of Matter MAAP, стал первым индийским велогонщиком в составе какой-либо команды категории UCI. Однако он не участвует в её составе ни в каких официальных гонках. На национальном чемпионате 2015 года который проводился в феврале 2016 года остался вне подиумов, но результаты этого чемпионата не были включены в календарь UCI. В октябре вместе со своим соотечественником Арвиндом Панваром стали первыми в истории индийскими велогонщиками, которые приняли участие в чемпионате мира. В индивидуальной гонке он занял 55-е место из 66 финишировавших участников, отстав от победителя Тони Мартина почти на восемь минут. В ноябре того же года Джон успешно защитил свой официальный титул чемпиона страны в индивидуальной гонке, снова победив Панвара.
В 2017 году Джон покинул австралийскую команду, перейдя в бельгийский клуб Asfra Racing Oudenaarde. В октябре стал двукратным чемпионом Индии защитив свой титул чемпиона страны в индивидуальной гонке на время, а также выиграл чемпионат в групповой гонке. В 2018 году Джон вернулся в команду Ciclo Racing Team, в которой он провел три сезона с 2010 по 2012 год. В феврале Джон участвовал в чемпионате Азии по шоссейному велоспорту, на котором занял заняв 10-е место в индивидуальной гонке и 44-е место в групповой гонке.
В апреле 2019 года Навин Джон принял участие в чемпионате Азии по шоссейному велоспорту. В групповой гонке, которая выдалась тяжёлой, он занял 36-е место. Стал в очередной раз чемпионом страны в индивидуальной гонке.Akshay Pillay. Indian National Road Cycling Championship 2019 - Review. choosemybicycle.com (19 ноября 2019). Выиграл золото на Южноазиатских играх в индивидуальной гонке.

## Достижения
2012
Чемпион штата Карнатака — индивидуальная гонка
2-й на Тур Нилгири
2014
 Чемпион Индии — индивидуальная гонка
Чемпион штата Карнатака — индивидуальная гонка
2016
 Чемпион Индии — индивидуальная гонка
2017
 Чемпион Индии — групповая гонка
 Чемпион Индии — индивидуальная гонка
Тур Нилгири
2-й в генеральной классификации
4-й и 5-й этапы
2018
Тур Нилгири
1-й в генеральной классификации
3-й и 5-й этапы
2-й на Чемпионат Индии — индивидуальная гонка
2019
 Южноазиатские игры — индивидуальная гонка
 Чемпион Индии — индивидуальная гонка
2021
 Чемпион Индии — групповая гонка
 Чемпион Индии — индивидуальная гонка

## Рейтинги
| Год                 | 2018   | 2019   | 2020 | 2021 | 2022   | 2023   |
| ------------------- | ------ | ------ | ---- | ---- | ------ | ------ |
| Мировой рейтинг UCI | 2666-й | 3259-й | -    | -    | 1749-й | 1587-й |
| Азиатский тур UCI   | 636-й  | 357-й  | -    | -    | 160-й  | -      |
|                     |        |        |      |      |        |        |
| Источник: UCI       |        |        |      |      |        |        |